# Projeto especial arqueológico Caral-Supe
O Projeto especial arqueológico Caral-Supe, é uma institução do Estado peruano que planeja uma investigação arqueológica sustentada com um enfoque multi-disciplinario. Pelo que se vem trabalhando paralelamente no estudo científico dos sítio arqueológicos do vale de Supe, na conservação física dos monumentos, no posto em valor destes com fins turísticos e na busca da aplicação de um programa integral com a finalidade de fomentar o desenvolvimento sócio-económico das populações do distrito de Supe e da província de Barranca.
Os estudos tem mostrado que Supe foi o assentamento do primeiro Estado político formado no Peru, e que Caral é o assentamento urbano com arquitetura monumental mais antiga da América.